# Astrid Plessl

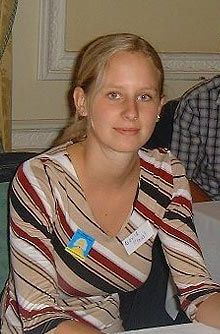
Astrid Plessl

Astrid Plessl (* 4. Januar 1984 in Leoben, Steiermark) ist eine österreichische Gedächtnissportlerin aus Mürzzuschlag.

## Karriere
- Zweite bei der Gedächtnisweltmeisterschaft 2001[1]
- Frauen-Weltmeisterin 2002: Als erste Frau konnte sie die 6000-Punkte-Grenze überschreiten, was vor ihr erst fünf Männer schafften (6673 Punkte, der Weltmeister Andi Bell erreichte 6701 Punkte)[2]
- Frauen-Weltmeisterin 2003, Gesamt-Zweite[3][4]
- Österreichische Meisterin 2004[5]
- Frauen-Weltmeisterin 2004. Als erste Frau schaffte sie auch mehr als 7000 Punkte. Dies ist vor ihr niemandem geglückt, und bei der WM 2004 schaffte dies außer ihr auch nur Ben Pridmore, der Weltmeister.[6]

### Rekorde (Auszug)
- 302 Dezimalziffern in fünf Minuten memorieren[7]
- 345 Wörter eines Texts in 15 Minuten memorieren (Weltrekord)[7]
- 72 Photoblitze (1 Sekunde) (Weltrekord)

## Sonstiges
Sie studierte von 2002 bis 2008 Medizin an der Medizinischen Universität Wien und arbeitet nun am Department für Biomedizin am Universitätsspital Basel.

## Auszeichnungen
- Josef-Krainer-Heimatpreis 2003[11]